# 佐々木誠二 (実業家)
佐々木 誠二（ささき せいじ、1921年1月25日 - 2018年8月23日）は、日本の実業家。テレビ大阪初代社長を務めた。

## 経歴
群馬県出身。1941年に東京商科大学を卒業し、日本経済新聞社の前身である中外商業新報に入社。1972年から常務大阪本社代表を務め、1980年から専務に就任。1981年から1990年までにテレビ大阪社長を務め、1990年から1992年までに同社会長を務め、1992年から1994年までに相談役を務めた。
1991年に勲三等旭日中綬章を受章。
2018年8月23日、老衰のために死去。97歳没